# Балакин, Дмитрий Николаевич
Дми́трий Никола́евич Бала́кин (род. 24 февраля 1985, Рузаевка, Мордовская АССР, РСФСР, СССР) — российский серийный убийца и насильник, совершивший в Саранске 3 убийства молодых девушек в сентябре 2005 года и 3 покушения на убийство в мае—июне 2006 года с целью изнасилования и завладения имуществом.

## Биография

### Детство и юность
Дмитрий Балакин родился 24 февраля 1985 года в Рузаевке Рузаевского района Мордовской АССР. В семье был вторым ребёнком, имел двух братьев. В юности отличался агрессивностью, в старших классах занимался отбиранием денег сначала у более слабых одноклассников и учащихся младших классов, а затем и у прохожих. С 2000 по 2002 годы 4 раза привлекался к уголовной ответственности, но будучи несовершеннолетним, всегда отделывался лишь предупреждениями и условными сроками.
В октябре 2002 года в надежде избавиться от проблем с правоохранительными органами семья переехала в Нижегородскую область. Однако и там Дмитрий не успокоился и уже через несколько дней после переезда совершил разбойное нападение на двух женщин на улице, похитив ценные вещи, и был задержан сотрудниками милиции. Суд приговорил его к 2 годам колонии. Однако 15 октября 2004 года он был освобождён условно-досрочно за примерное поведение.
Некоторое время Дмитрий жил с матерью и братьями в Нижегородской области, но в марте 2005 года вернулся в Саранск. Устроился работать ночным сторожем на стройке, затем — автослесарем. Познакомился с 28-летней Еленой Архиповой, имевшей сына-подростка, и вскоре они стали сожительствовать. Соседями характеризовался крайне положительно.

### Убийства
1 сентября 2005 года Балакин познакомился с 20-летней студенткой Кристиной Федякиной, поздно вечером возвращавшейся домой, и вызвался проводить её до дома, на что та дала своё согласие. Всего в нескольких метрах от подъезда девушки он силой затащил её в кустарник, где изнасиловал. Шокированная девушка после полового акта спокойным шагом направилась к дому; Балакин же (по его словам) в этот момент ощутил небывалый физический и эмоциональный подъём, догнал Федякину и затащил обратно в кусты, где ещё раз изнасиловал и задушил шлейками дамской сумочки. Добычей убийцы стали кошелёк и мобильный телефон, а также все украшения и ценные вещи.
Вечером 8 сентября у магазина Балакин познакомился с 16-летней студенткой Екатериной Тарасовой, которую предложил проводить, на что она также дала своё согласие. В первом же безлюдном месте он изнасиловал её, задушил рукавами её курточки, снял кольцо с руки, забрал кошелёк, серьги и золотой нательный крестик и скрылся.
22 сентября убийца познакомился ещё с одной студенткой — 19-летней Юлией Ланчиной (подругой погибшей Кристины Федякиной), с которой провёл несколько часов, посетив кафе и клуб, после чего проводил её, а в нескольких метрах от дома изнасиловал, задушил шнурком от её же кроссовка, забрал серёжки и 2 кольца и скрылся. Большинство из украденных у жертв вещей он дарил своей гражданской жене Елене Архиповой, а другую их часть прятал в другой квартире.

### Покушения
24 сентября Балакин угнал автомобиль из автосервиса, в котором работал, с целью «покататься», но не справился с управлением и на высокой скорости врезался в столб. Получивший множество переломов маньяк провёл в больнице 7 месяцев, поэтому серия убийств прекратилась. В конце апреля 2006 года Балакин вышел из больницы с инвалидностью — он стал сильно прихрамывать на левую ногу, из-за чего все последующие нападения ему не удалось довести до убийства.
4 мая 2006 года Балакин вновь вышел на «охоту», но его очередная жертва (23-летняя Елена Соснина) во время попытки изнасилования оказала сопротивление, и ей удалось убежать, а хромающий Балакин, не сумев её догнать, забрал из оставленной Сосниной сумки кошелёк и мобильный телефон и скрылся.
Уже находясь в розыске, ночью 26 июня 2006 года Балакин совершил нападение на Елену Торопову, гулявшую со своей 7-летней дочкой Миленой; изнасиловав Торопову, он не стал убивать её на глазах у дочки, а лишь забрал дамскую сумочку; добычей преступника стали MP3-плеер, деньги и драгоценности.
Той же ночью в лифте жилого дома Балакин напал на Марию Перминову, но той удалось нанести маньяку удар коленом в пах и убежать, а Балакин вновь скрылся.

### Арест, следствие и суд
Мобильный телефон Елены Сосниной преступник спрятал на квартире у своей сожительницы Архиповой. Вскоре она, обнаружив телефон, вставила туда свою сим-карту и совершила звонок. Вычислив место звонка, на квартиру Архиповой прибыли сотрудники милиции. Первоначально Архипова пыталась откреститься от следователей и рассказывала, что якобы купила телефон у незнакомого мужчины за 3000 рублей, но вскоре призналась, что телефон принёс её сожитель Дмитрий Балакин, однако, где он может находиться, не знала. Дмитрий Балакин был объявлен в федеральный розыск по подозрению в серии убийств и нападений. На квартире его матери в Саранске и на квартире сожительницы были устроены засады, однако почувствовавший слежку Балакин перестал появляться там.
20 июля 2006 года сотрудники милиции, оставленные дежурить на квартире матери убийцы в Саранске, задержали девушку, попытавшуюся войти в квартиру. Она оказалась девушкой младшего брата Балакина, отправленная Дмитрием проверить квартиру. Она же рассказала, что Дмитрий скрывается на съёмной квартире брата, и спустя несколько часов убийца был арестован.
Первоначально Балакин отрицал всяческую причастность к убийствам и нападениям. Однако Елена Соснина, Елена Торопова и Мария Перминова опознали в Балакине напавшего на них преступника. Также была проведена ДНК-экспертиза, которая показала, что ДНК спермы с места убийства Кристины Федякиной полностью совпадает со ДНК спермы Балакина; после этого Балакин начал давать признательные показания.
21 декабря 2006 года суд признал Дмитрия Балакина виновным в 3 убийствах и 3 покушениях и приговорил к пожизненному лишению свободы в колонии особого режима. Верховный суд России оставил вердикт без изменений. Изначально отбывал наказание в исправительной колонии «Мордовская зона» в посёлке Сосновка Зубово-Полянского района Республики Мордовия, но позднее его этапировали в колонию ИК-6, известную как «Торбеевский централ», где по состоянию на 2017 год продолжал отбывать наказание.

## В массовой культуре
- Документальный фильм «Необузданный инстинкт» из цикла «Криминальные хроники» (2009)
- Документальный фильм «Душитель из Саранска» из цикла «Вне закона» (2020)